# هانس والگرین
هانس والگرین (سوئدی: Hans Wahlgren؛ زادهٔ ۲۶ ژوئن ۱۹۳۷ - ۱۰ مه ۲۰۲۴) بازیگر و صداپیشه اهل سوئد است.
از فیلم‌هایی که وی در آن‌ها نقش داشته است، می‌توان به جای نگرانی نیست اشاره نمود.